# Reithrodontomys montanus
Reithrodontomys montanus е вид бозайник от семейство Хомякови (Cricetidae).

## Разпространение
Видът е разпространен в Мексико и САЩ (Аризона, Арканзас, Канзас, Колорадо, Оклахома, Северна Дакота, Тексас, Уайоминг и Южна Дакота).